# Ibaloniinae
Sous-famille
Les Ibaloniinae sont une sous-famille d'opilions laniatores de la famille des Podoctidae.

## Distribution
Les espèces de cette sous-famille se rencontrent en Océanie, en Asie et en Afrique.

## Liste des genres
Selon World Catalogue of Opiliones (01/07/2021) :
- Asproleria Roewer, 1949
- Austribalonius Forster, 1955
- Ceylonositalces Özdikmen, 2006
- Gargenna Roewer, 1949
- Heteroibalonius Goodnight & Goodnight, 1947
- Heteropodoctis Roewer, 1912
- Holozoster Loman, 1902
- Ibalonianus Roewer, 1923
- Ibalonius Karsch, 1880
- Leytpodoctis Martens, 1993
- Orobunus Goodnight & Goodnight, 1947
- Paramesoceras Roewer, 1915
- Pentacros Roewer, 1949
- Podoctinus Roewer, 1923
- Proholozoster Roewer, 1915
- Santobius Roewer, 1949
- Sitalcicus Roewer, 1923
- Waigeucola Roewer, 1949

## Publication originale
- Roewer, 1912 : « Die Familien der Assamiiden und Phalangodiden der Opiliones-Laniatores. (= Assamiden, Dampetriden, Phalangodiden, Epedaniden, Biantiden, Zalmoxiden, Samoiden, Palpipediden anderer Autoren). » Archiv für Naturgeschichte, sér. A, vol. 78, no 3, p. 1–242 (texte intégral).